# دهستان آزادگان (گلوگاه)
دهستان آزادگان نام دهستانی در بخش مرکزی شهرستان گلوگاه، استان مازندران در ایران است. براساس سرشماری مرکز آمار ایران در سال ۱۳۸۵، جمعیت آن ۳۰۴۴ نفر (۸۱۴ خانوار) بوده‌است.